# Tibor Maracskó
Tibor Maracskó (né le 8 septembre 1948 à Székesfehérvár) est un pentathlonien hongrois. Il participe aux Jeux olympiques d'été de 1976 où il remporte la médaille de bronze par équipe. Lors des Jeux olympiques d'été de 1980, il remporte la médaille d'argent dans la même épreuve.

## Palmarès

### Jeux olympiques
- Jeux olympiques de 1976 à Montréal,  Canada
  -  Médaille de bronze dans l'épreuve par équipe.
- Jeux olympiques de 1980 à Moscou,  Union soviétique
  -  Médaille d'argent dans l'épreuve par équipe[1].

### Championnats du monde
- Championnats du monde de pentathlon moderne 1977
  -  Médaille de bronze dans l'épreuve par équipe.